# Indogvon állomás
Indogvon (Indeogwon) állomás a szöuli metró 4-es vonalának állomása; Anjang (Anyang) városában található.

## Viszonylatok
| 4-es vonal                                                            | 4-es vonal                                          | 4-es vonal                                           |
| --------------------------------------------------------------------- | --------------------------------------------------- | ---------------------------------------------------- |
| Kvacshoni (Gwacheoni) Kormányzati Komplexum Tanggoge (Danggogae) felé | Kvacshon (Gwacheon) vonal személy- és expresszvonat | Phjongcshon (Pyeongchon) Anszan (Ansan) és Oido felé |